# Sinumelon remissum
Sinumelon remissum är en snäckart som beskrevs av Tom Iredale 1937. Sinumelon remissum ingår i släktet Sinumelon och familjen Camaenidae. Inga underarter finns listade i Catalogue of Life.